# 第五代卡莱尔伯爵弗雷德里克·霍华德
弗雷德里克·霍华德，第五代卡莱尔伯爵（英語：Frederick Howard, 5th Earl of Carlisle，1748年5月28日—1825年9月4日），英国的政治家、外交官、作家，曾担任掌玺大臣、宫内大臣、爱尔兰总督。